# Irgoli
Irgoli (Latin: Fanum Carisi hoặc Fanum Carisii) là một đô thị ở tỉnh Nuoro ở vùng Sardinia của Italia, tọa lạc cách khoảng 140 km về phía đông bắc của Cagliari và cách khoảng 30 km về phía đông bắc của Nuoro. Tại thời điểm ngày 31 tháng 12 năm 2004, đô thị này có dân số 2.277 người và diện tích là 75 km².
Irgoli giáp các đô thị: Galtellì, Loculi, Lula, Onifai, Siniscola.